# Fanes
Fanes (em grego:  Φάνης, Phánês, "luz"), na mitologia grega, é uma divindade nascida do ovo cósmico que dividiu Aeon e Ananque, e a divindade primogênita da Criação, mas também poderia ser considerado filho de Hidros e Gaia ou de Poro e Pênia. Também poderia ser chamado de Ericapeu, Príapo, Antauge, Faéton e Protógono. Era considerado o mesmo que Eros.
Fanes era o governante dos deuses e deu o cetro de seu reinado para Nix, sua única filha (segundo a tradição órfica), que por sua vez o deu a seu filho Urano. O cetro foi levado à força pelo filho de Urano, Cronos, que o perdeu para Zeus, o governante final do universo. Dizem que Zeus devorou Fanes para apoderar-se de seu poder primordial sobre toda a criação e reparti-lo entre uma nova geração divina: os olímpicos.

## Lenda
Quando Cronos - o antigo deus dos deuses - engoliu seus filhos para que nenhum destes viesse a ocupar seu lugar, de acordo com uma antiga profecia, Fanes interveio e preparou uma poção que o fez vomitar Zeus,  Posídon e Hades com vida para que pudessem quando crescer governar respectivamente: céu, mares e o submundo.